# Springetts Manor-Yorklyn
Springetts Manor-Yorklyn es un lugar designado por el censo ubicado en el condado de York en el estado estadounidense de Pensilvania. En el año 2000 tenía una población de 4,156 habitantes y una densidad poblacional de 1,385.3 personas por km².

## Geografía
Springetts Manor-Yorklyn se encuentra ubicado en las coordenadas 39°59′24″N 76°38′50″O / 39.99000, -76.64722.

## Demografía
Según la Oficina del Censo en 2000 los ingresos medios por hogar en la localidad eran de $38,563 y los ingresos medios por familia eran $56,667. Los hombres tenían unos ingresos medios de $26,695 frente a los $22,823 para las mujeres. La renta per cápita para la localidad era de $18,189. Alrededor del 8.5% de la población estaba por debajo del umbral de pobreza.